# White Media
White Media byl neonacistický, pravicově extremistický a xenofobní web, který publikoval nenávistné, urážlivé, útočné a štvavé články a videa proti imigrantům, sexuálním menšinám a multikulturalistům. Jeho autoři se důsledně snažili skrývat svou identitu. Stránka byla registrována v USA a kvůli snaze vyhnout se problémům s českými zákony o sobě web prohlašoval, že je určen jen pro Čechy tam žijící. Stránku podle odborníka na extremismus Miroslava Mareše hojně sledovali čeští pravicoví extremisté a přidružovali se k ní schopní hackeři. Ministerstvo vnitra hodnotilo toto hnutí jako krajně pravicový extremistický subjekt.
Dle Ministerstva vnitra působila webová stránka přibližně od roku 2009. Dne 14. ledna 2019 poskytovatel servery vypnul. Úřad pro ochranu osobních údajů k tomu informoval, že k vypnutí došlo na jeho popud kvůli nezákonnému nakládání s osobními údaji.

## Ideologie
Web se profiloval jako „skupina radikálních autorů bojujících proti rakovině národa, neomarxismu, včetně řady vzniklých metastáz“. Těmi web nazýval multikulturalismus, antirasismus, pozitivní diskriminaci menšin, homosexualismus, antifašismus nebo gender-feminismus. Autoři označovali server za obranu národa, imigranty za bakterie a viry, prosazování rovnosti pohlaví za terorismus a homosexuály za úchyly. Ultimátním cílem, který web White Media otevřeně deklaroval, bylo vytvoření autoritativního režimu prostřednictvím destabilizace stávající politické a sociální situace a uskutečnění „nacionální revoluce“.

## Hackerská činnost
Hackeři napojení na tento web se nabourávali do e-mailů a účtů sociálních sítí svých oponentů. V minulosti se nabourali do sociální sítě premiéra Vladimíra Špidly, fóra a YouTube kanálu levicové organizace ProAlt, zveřejnili soukromé e-maily někdejšího ministra pro lidská práva Michaela Kocába, ministra zahraničí Jana Kavana, kněze Tomáše Halíka, lidskoprávní aktivistky Andrey Šenkyříkové a v lednu 2016 také premiéra Bohuslava Sobotky. Tomu už dřív, v prosinci 2015, hackeři zveřejnili na Twitteru falešné tweety, které vyzývaly k nenávisti k uprchlíkům. Případ kolem Sobotky řešila česká policie, ale kvůli zákonům státu Kalifornie, které zaručují svobodu slova také pro nenávistné projevy a kterými se web řídil, se policii nepodařilo konkrétní autory vypátrat, čili ani potrestat podle českých zákonů.

## Další činnost
Aktivisté z webu sledovali lidi, proti kterým se zaměřovali, fotili je a jejich fotografie vystavovali na internetu. Publikovali také seznamy lidí, kteří se vyslovili proti nenávisti k lidem z odlišných kultur. Na webu bylo možno nalézt videa napadající Romy, především arabské imigranty, Židy nebo muslimy. V červenci 2011 autoři webu veřejně schválili teroristický útok Anderse Breivika v Norsku, při němž bylo zabito 77 lidí. Poděkovali tehdy za něj a napsali, že šlo o pochopitelný čin, který inspiroval mnoho lidí bojujících proti multikulturalismu. Případ řešila česká policie.

## Provozovatelé a autoři
Autoři webu důsledně skrývali svou identitu. Podle časopisu Respekt byla stránka založena ve městě Brea v Kalifornii takovým způsobem, aby nebylo možné dohledat zřizovatele. Licenci a přístupová hesla k provozování webu si zřizovatelé zaplatili u firmy DreamHost, běžně poskytující podobné služby.